# 青木伊豆
青木 伊豆（あおき いず）は、戦国時代の武将。伊達稙宗の家臣。陸奥国川俣城主。

## 経歴
天文11年（1542年）伊達氏14代当主・伊達稙宗と嫡男・晴宗の父子間で争いが勃発（天文の乱）。天文13年（1542年）9月、伊豆は稙宗に背き晴宗方に与し、川俣城の兵を従え、懸田俊宗が城主を務める懸田城を攻めるが敗死した。